# Howard Duff

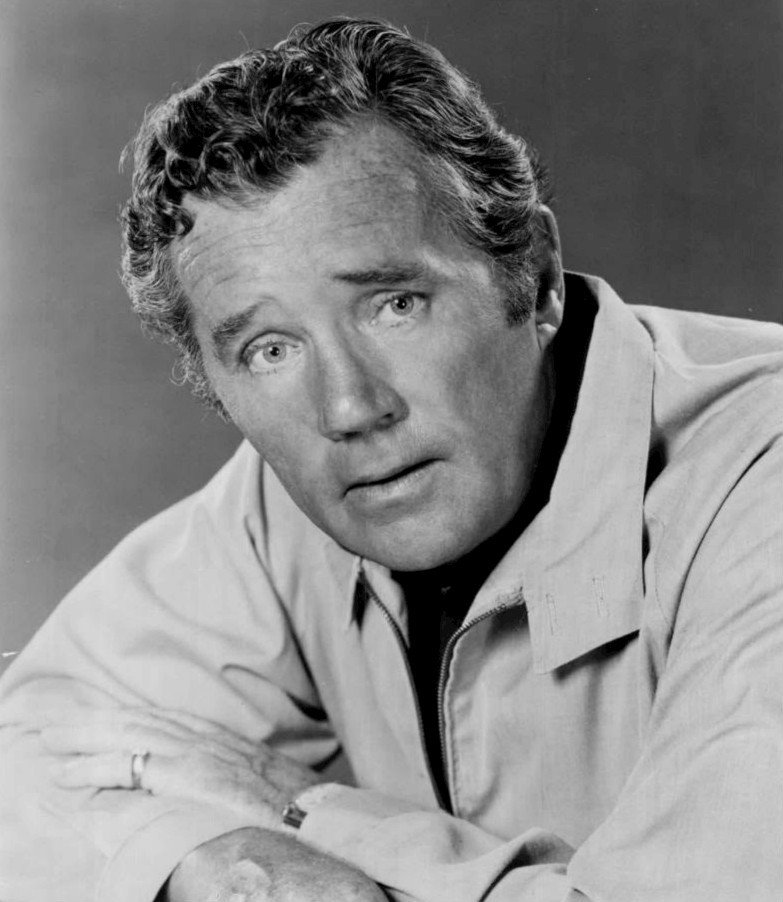
Howard Duff, 1969.

Howard Duff, född 24 november 1913 i Bremerton, Washington, död 8 juli 1990 i Santa Barbara, Kalifornien, var en amerikansk skådespelare.
Duff har en stjärna på Hollywood Walk of Fame för insatser inom television vid adressen 1623 Vine Street.

## Filmografi, urval
- 1948 – Storstad
- 1950 – Det gäller mitt liv
- 1954 – Heta pengar
- 1956 – Det femte offret
- 1962 – Drömbruden
- 1977 – I elfte timmen
- 1978 – Oh, vilket bröllop!
- 1979 – Kramer mot Kramer
- 1987 – Ingen utväg